# بطولة آسيا للبندقية الهوائية 2005
بطولة آسيا لبندقية الهواء 2005 (بالإنجليزية: 2005 Asian Airgun Championships) هي النسخة الأولى من بطولة آسيا للرماية ببندقية الهواء التي أقيمت في بانكوك، تايلاند في الفترة ما بين 12 و19 سبتمبر 2005.

## ملخص الميداليات

### رجال
| الحدث                      | الذهبية                                                                | الفضية | البرونزية                                                                 |
| -------------------------- | ---------------------------------------------------------------------- | --- | ------------------------------------------------------------------------- |
| مسدس هواء 10 متر           | رشيد يونس ميتوف · كازاخستان                                            | ديلشود مختاروف · أوزبكستان | تومويوكي ماتسودا · اليابان                                                |
| فرق مسدس هواء 10 متر       | كازاخستان · فلاديمير إيساچينكو · فياتشيسلاف بودليسني · رشيد يونس ميتوف | الهند · سامريش جونغ · ساتيندرا كومار · فيفيك سينغ (رامي) [خطأ: تحقق من وسيط ورمز اللغة]                                                | تايلاند · بونجبول كولشيرراتانا · جاكريت بانيشباتيكوم · نوبادون سوتيفيروتش |
| بندقية هواء 10 متر         | غاغان نارانغ · الهند                                                   | تيفاريت ماجتشاتشيب · تايلاند | آصف حسين خان · بنغلاديش                                                   |
| فرق بندقية هواء 10 متر     | الهند · أبهيناف بيندرا · مانوج كومار هليان · غاغان نارانغ              | تايلاند · تيفاريت ماجتشاتشيب · فرافوت ماجتشاتشيب · ثانابات ثانانشاي                                                                    | الكويت · حسين العجمي · مطلق الجريد · خالد السبيعي                         |
| هدف متحرك 10 متر           | جيونغ يو جين · كوريا الجنوبية                                          | وانغ يي (رامي) [خطأ: تحقق من وسيط ورمز اللغة] · الصين                                                                                  | راسيم مولوغلي · كازاخستان                                                 |
| فرق هدف متحرك 10 متر       | كازاخستان · بختيار إبراييف · راسيم مولوغلي · أليكسي زينتا              | فيتنام · نغوين مانه كيونغ (رامي) [خطأ: تحقق من وسيط ورمز اللغة] · نغوين فان تونغ (رامي) [خطأ: تحقق من وسيط ورمز اللغة] · تران هوانغ فو | قطر · محمد أبو تعيمة · خالد الكواري · محمد أمين صبحي                      |
| هدف متحرك مختلط 10 متر     | وانغ يي (رامي) [خطأ: تحقق من وسيط ورمز اللغة] · الصين                  | بختيار إبراييف · كازاخستان | جيونغ يو جين · كوريا الجنوبية                                             |
| فرق هدف متحرك مختلط 10 متر | كازاخستان · بختيار إبراييف · راسيم مولوغلي · أليكسي زينتا              | فيتنام · نغوين مانه كيونغ (رامي) [خطأ: تحقق من وسيط ورمز اللغة] · نغوين فان تونغ (رامي) [خطأ: تحقق من وسيط ورمز اللغة] · تران هوانغ فو | قطر · محمد أبو تعيمة · خالد الكواري · محمد أمين صبحي                      |

### سيدات
| الحدث                      | الذهبية                                                                     | الفضية | البرونزية                                                                     |
| -------------------------- | --------------------------------------------------------------------------- | --- | ----------------------------------------------------------------------------- |
| مسدس هواء 10 متر           | كيم بيونغ هي · كوريا الجنوبية                                               | تساي شيا هوي · تايبيه الصينية | أوتريادين غونديغما · منغوليا                                                  |
| فرق مسدس هواء 10 متر       | منغوليا · تومورتشودورين بايارما · أوتريادين غونديغما · تسوغبادراخين مونخزول | كازاخستان · زوريش بايبوسينوفا · غالينا بيليايفا (رامية) [خطأ: تحقق من وسيط ورمز اللغة] · يوليا دريشليوك [خطأ: تحقق من وسيط ورمز اللغة] | تايبيه الصينية · تشيو تزو تونغ · هوانغ يي لينغ · تساي شيا هوي                 |
| بندقية هواء 10 متر         | لي تشونباو · الصين                                                          | تيجاسويني ساوانت · الهند | سوما شيرور · الهند                                                            |
| فرق بندقية هواء 10 متر     | الهند · ديبالي ديشباندي · تيجاسويني ساوانت · سوما شيرور                     | كوريا الجنوبية · تشوي داي يونغ · كيم سون هوا · لي مون هي                                                                               | تايلاند · ساسيثورن هونغبراسيرت · بوشايا بوسوان · كوسوما تافيسري               |
| هدف متحرك 10 متر           | ناتاليا غوروفا · كازاخستان                                                  | دانغ هونغ ها · فيتنام | آنا بوشكاريوفا · كازاخستان                                                    |
| فرق هدف متحرك 10 متر       | كازاخستان · أيجول بيكتينوفا · ناتاليا غوروفا · آنا بوشكاريوفا               | فيتنام · كو ثي ثانه تو · دانغ هونغ ها · نغوين ثي لو كوين                                                                               | تايلاند · شوتيما أرومروانغ · ماناسانانت مينغثانغساتيت · باكاسورن نغانسوتشاريت |
| هدف متحرك مختلط 10 متر     | كو ثي ثانه تو · فيتنام                                                      | ناتاليا غوروفا · كازاخستان | آنا بوشكاريوفا · كازاخستان                                                    |
| فرق هدف متحرك مختلط 10 متر | فيتنام · كو ثي ثانه تو · دانغ هونغ ها · نغوين ثي لو كوين                    | كازاخستان · أيجول بيكتينوفا · ناتاليا غوروفا · آنا بوشكاريوفا                                                                          | تايلاند · شوتيما أرومروانغ · ماناسانانت مينغثانغساتيت · باكاسورن نغانسوتشاريت |

## جدول الميداليات
*   البلد المضيف (مضيف)
| المرتبة | فريق           | ذهبية | فضية | برونزية | المجموع |
| ------- | -------------- | ----- | ---- | ------- | ------- |
| 1       | كازاخستان      | 6     | 4    | 3       | 13      |
| 2       | الهند          | 3     | 2    | 1       | 6       |
| 3       | فيتنام         | 2     | 4    | 0       | 6       |
| 4       | كوريا الجنوبية | 2     | 1    | 1       | 4       |
| 5       | الصين          | 2     | 1    | 0       | 3       |
| 6       | منغوليا        | 1     | 0    | 1       | 2       |
| 7       | تايلاند        | 0     | 2    | 4       | 6       |
| 8       | تايبيه الصينية | 0     | 1    | 1       | 2       |
| 9       | أوزبكستان      | 0     | 1    | 0       | 1       |
| 10      | قطر            | 0     | 0    | 2       | 2       |
| 11      | بنغلاديش       | 0     | 0    | 1       | 1       |
| 11      | الكويت         | 0     | 0    | 1       | 1       |
| 11      | اليابان        | 0     | 0    | 1       | 1       |
| المجموع | المجموع        | 16    | 16   | 16      | 48      |

## وصلات خارجية
- Asian Shooting Confederation